# Avro 500
O Avro 500 foi uma aeronave desenvolvida no Reino Unido, pela Avro. Foi o antecessor do Avro 504, uma aeronave bastante usada pelo Reino Unido durante a Primeira Guerra Mundial.